# Tituboea biguttata
|                                        |  |  |
| verschiedene Ansichten eines Weibchens |  |  |

Tituboea biguttata  ist ein Käfer aus der Familie der Blattkäfer und der Unterfamilie der Fallkäfer.
Die Gattung Tituboea ist in Europa mit drei Arten vertreten. Weltweit umfasst sie 27 Arten. Der in Südeuropa vorkommende Käfer sieht dem auch in Mitteleuropa häufigeren Ameisen-Sackkäfer ähnlich.

## Bemerkungen zum Namen
Die Männchen des Käfers wurde unter dem Namen Clytra biguttata (Nr. 16, Clytre bimouchetée) 1791 von Olivier erstmals beschrieben. Bereits die kurze lateinische Begründung erklärt den Artnamen biguttāta (lat. mit zwei Tropfenflecken). Sie besagt: Eine schwarze Clytra, mit zwei roten Flecken auf dem Brustschild, die Flügeldecken ziegelrot mit vier schwarzen Flecken (lat.: Clytra nigra, thorace maculis duabus rubris, elytris testaceis, punctis quatuor nigris). Dies wird in der nachfolgenden französischen Beschreibung ausgeführt: Der Brustschild ist schwarz, glänzend, mit roten Flecken (fr. le corcelet est noir, luisant, avec des taches rouges).  Offensichtlich lagen Olivier männliche Exemplare der Art vor, bei der die stark variable rote Zeichnung am Vorderrand des schwarzen Halsschilds aus zwei getrennten roten Flecken bestand (Bild unter Weblinks). 1808 wurde von Olivier unter dem Namen Clytra sexpunctata auch das Weibchen der Art beschrieben. Der Name sexpunctata (von lat. sex, sechs und punctātus, punktiert, mit sechs Punkten oder Flecken) bezieht sich auf die drei großen Flecken auf jeder Flügeldecke. Das Weibchen wird auch 1820 von Dufour unter dem Namen Clythra novempunctata (lat. mit neun Punkten) beschrieben. Dabei addiert Dufour zu den 6 Flecken auf den Flügeldecken noch die drei schwarzen Flecke auf dem gelbbraunen Halsschild des Weibchens.
Die Beschreibung von Männchen und Weibchen unter verschiedenem Namen war damals durchaus kein Einzelfall, wenn sich die Geschlechter stärker voneinander unterschieden als die Weibchen verwandter Arten.
Die Gattung Tituboea wurde von Lacordaire 1848 durch Beschreibung festgelegt. Sie enthält einen Teil der Arten, die in der Sammlung von Dejean unter dem Namen Macorlenes zusammengefasst worden waren. Die Ableitung des Gattungsnamens ist nach Schenkling unbekannt. Nach anderer Quelle ist der Name von lat. “titubó” =“schwanken” abgeleitet, jedoch ist diese Erklärung mit einem Fragezeichen versehen.
1878 fasst Lefèvre in einer Monographie der Cytrini Europas Männchen und Weibchen unter dem Namen Tituboea sexpunctata zusammen und vermerkt, dass Clytra sexpunctata Olivier das Weibchen beschreibt, Clytra biguttata Olivier das Männchen.

## Beschreibung des Käfers
Der Käfer ist walzig gebaut, er zeigt wie die meisten verwandten Arten einen deutlichen Unterschied (Sexualdimorphismus) zwischen Männchen und Weibchen sowohl im Bau als auch in der Färbung. Beim Männchen ist der Körper im Querschnitt weniger gerundet als beim Weibchen. Der Körper des Käfers verschmälert sich nach hinten, beim Weibchen kaum, beim Männchen deutlich. Vorn und hinten ist er abgerundet. Das Männchen wird sechs bis neun Millimeter lang bei einer Breite von knapp drei bis vier Millimetern. Das Weibchen ist durchschnittlich wenig kleiner. Während das Weibchen oberseits überwiegend gelblich braun mit schwarzen Punkten ist, hat das Männchen einen schwarzen Halsschild und rote Flügeldecken mit schwarzen Punkten.
Der Kopf ist bei beiden Geschlechtern schwarz, beim Weibchen relativ kleiner. Er ist fein grau-weiß behaart. Zwischen den Augen ist er seicht eingedrückt. Er ist fein gerunzelt punktiert. Die Stirn ist nur wenig gewölbt und weist eine kaum merkbare Längsfurche auf. Der Vorderrand des Kopfes zwischen den Oberkiefern ist leicht bogig ausgeschnitten. Unter den Augen befindet sich vor allem beim Männchen eine Erhöhung in Form eines Öhrchens. Die Augen sind groß, vertikal länger als horizontal und auf der Rückseite leicht ausgeschnitten. Der linke Oberkiefer ist größer als der rechte. Die Oberkiefer sind beim Weibchen deutlich kürzer als beim Männchen. Sie sind in beiden Geschlechtern nur wenig gebogen und stehen nur wenig vor. Die elfgliedrigen Fühler sind schwarz, nur das zweite bis vierte Glied sind gelblich. Das erste Fühlerglied ist dick, das zweite bis vierte klein. Ab dem vierten Glied sind die Glieder quer dreieckig zugespitzt und bilden eine grob gesägte, nach innen gekrümmte Keule. Die Fühler erreichen kaum die Basis des Halsschilds. Beim Männchen sind sie sehr robust, beim Weibchen sind sie schwächer ausgebildet und weniger gekrümmt.
Der Halsschild ist kahl und sehr fein punktiert. Er ist nicht breiter als die Flügeldecken. In Aufsicht ist er seitlich vorn wenig, hinten stark gekrümmt. Die Hinterecken sind breit stumpf abgerundet und bei den Männchen etwas aufgebogen. Die Basis ist schwach doppelt gebuchtet, die Seiten deutlich gerandet, die Vorderseite ist zumindest an den Seiten gerandet. Der Halsschild glänzt bei den Männchen schwarz. Am Vorderrand befindet sich ein breites rotes bis gelbliches Band, das mehr oder weniger vollständig ausgebildet ist. Es kann nur stellenweise verschmälert, auf zwei oder drei Punkte reduziert oder völlig verschwunden sein. Bei den Weibchen ist der Halsschild etwas lebhafter als die Flügeldecken glänzend ziegelfarben, mit drei schwarzen kleinen Flecken, die als Dreieck mit hinten liegender Spitze angeordnet sind. Diese Flecken sind meist schwach ausgebildet und können auch völlig verschwinden.
Das dreieckige  Schildchen ist ziemlich groß, schwarz, an der Basis eingedrückt und dort sehr fein punktiert. Seitlich ist es konvex und hinten abgerundet.
Die ziegelroten Flügeldecken sind etwa parallel, aber hinter den Schultern erkennbar verschmälert. Sie sind ungefähr 1,5 mal so lang wie gemeinsam breit und hinten gemeinsam breit verrundet. Jede Flügeldecke trägt bei beiden Geschlechtern drei oder meist vier schwarze Flecken. Zwei große rundliche Flecken liegen oben auf der Flügeldecke so auf die Länge verteilt, dass sie die Flügeldecke etwa dritteln. Dabei ist der vordere kleiner und etwas weiter von der Flügeldeckennaht entfernt als der hintere. Ein weiterer Fleck befindet sich größtenteils seitlich im Bereich der Schulter. In der Originalbeschreibung werden diese drei Flecke als auf einer geraden Linie liegend bezeichnet. Ein weiterer, viel kleinerer Fleck, liegt nach dem Flügeldeckenrand von oben nicht sichtbar auf der Höhe zwischen dem zweiten und dritten Fleck (Abb. 2). Dieser Fleck kann sehr schwach ausgebildet sein oder selten auch ganz fehlen. Auch die Flügeldecken sind kahl. Sie sind mäßig grob und etwas verrunzelt punktiert.
Die Körperunterseite und die Beine sind schwarz. Die Tarsen sind wie bei allen Blattkäfern viergliedrig. Die Vorderbeine sind beim Männchen nach außen gekrümmt und viel länger als die übrigen Beine. Die Vordertarsen sind sehr groß, das erste Glied ist etwa gleich lang wie die beiden folgenden gemeinsam. Beim Weibchen sind die Vorderbeine kaum länger als die anderen Beine. Das erste Tarsenglied des Vorderbeins ist relativ kürzer.

## Biologie
Als Nahrungspflanzen des Käfers werden in Spanien verschiedene Eichenarten genannt. In Griechenland wurde er als unbedeutender Schädling an Pistazien beobachtet. Die Entwicklung erfolgt vermutlich wie bei verwandten Arten: Das Ei wird nach der Ablage vom Muttertier mit einem Kotmantel umgeben. Nach dem Schlupf der Larve wird der Kotmantel als Grundlage für einen aus Larvenkot und Erde aufgebauten Sack genutzt. Geschützt durch diesen wird die Entwicklung zum fertigen Käfer in einem Ameisennest vollzogen, wo sich die Larve von Resten eingebrachter Beutetiere ernährt.

## Verbreitung
Die Art kommt hauptsächlich im Mittelmeergebiet vor (Gibraltar, Spanien, Portugal, Frankreich, Italien, Griechenland, Nordafrika, Naher Osten). Von den Mittelmeerinseln werden Sizilien, Sardinien, Korsika, die Dodekanes angeführt.